# Aljaksej Uharau
Aljaksej Michailawitsch Uharau (belarussisch Аляксей Міхайлавіч Угараў, russisch Алексей Михайлович Угаров/Alexei Michailowitsch Ugarow; * 2. Januar 1985 in Minsk, Weißrussische SSR) ist ein belarussischer Eishockeyspieler, der zuletzt bei Sewerstal Tscherepowez in der Kontinentalen Hockey-Liga unter Vertrag stand.

## Karriere
Aljaksej Uharau begann seine Karriere als Eishockeyspieler im Nachwuchsbereich des russischen Erstligisten Neftechimik Nischnekamsk, in dem er bis 2003 aktiv war. Anschließend wechselte der Angreifer zum HK Junost Minsk, für den er in den folgenden beiden Jahren ebenso wie für deren Nachwuchsmannschaft HK Junior Minsk in der belarussischen Extraliga spielte. Mit dem HK Junost Minsk gewann er in der Saison 2003/04 erstmals die belarussische Meisterschaft. Nachdem er auch die folgende Spielzeit bei Junost Minsk begonnen hatte, erhielt der Linksschütze einen Vertrag bei seinem Ex-Club Neftechimik Nischnekamsk, für den er in den folgenden drei Jahren in der Superliga auf dem Eis stand. Zur Saison 2008/09 wechselte der Nationalspieler zum HK MWD Balaschicha in die neu gegründete Kontinentale Hockey-Liga, für den er in den folgenden zwei Spielzeiten auf dem Eis stand. Im Anschluss verbrachte der Linksschütze die Saison 2010/11 beim OHK Dynamo, bevor er im Mai 2011 von Torpedo Nischni Nowgorod verpflichtet wurde.
Während des Expansion Draft am 17. Juni 2013 wurde Uharau von Admiral Wladiwostok ausgewählt und spielte dort bis zum Ende der Saison 2015/16, wobei er mehr als 120 KHL-Partien für Admiral absolvierte. Zu Beginn der Saison 2016/17 stand er bei Amur Chabarowsk unter Vertrag, ehe er von Amur entlassen wurde und im November 2016 zu Sewerstal Tscherepowez wechselte.

### International
Für Belarus nahm Uharau an der U20-Junioren-Weltmeisterschaft 2005, den Weltmeisterschaften 2005, 2006, 2007, 2008, 2009, 2010 und 2011 sowie den Olympischen Winterspielen 2010 teil.

## Erfolge und Auszeichnungen
- 2004 belarussischer Meister mit dem HK Junost Minsk
- 2004 belarussischer Pokalsieger mit dem HK Junost Minsk
- 2005 belarussischer Meister mit dem HK Junost Minsk
- 2010 russischer Vizemeister mit dem HK MWD Balaschicha
- 2010 Bester Torschütze der KHL-Playoffs

## KHL-Statistik
(Stand: Ende der Saison 2016/17)